# Стасева, Лариса Ивановна
Лариса Ивановна Стасева (род. 22.07.1944) — мастер никелевого завода Норильского горно-металлургического комбината имени А. П. Завенягина Министерства цветной металлургии СССР, Красноярский край, полный кавалер ордена Трудовой Славы (08.07.1985).

## Биография
Родилась 22 июля 1944 года в Винницкой области Украины. Русская.
В младенчестве умерла её мать, отца арестовали по ложному доносу, воспитывалась бабушкой. В 1956 году переехала в город Норильск по месту жительства отца, там же окончила среднюю школу.
По окончании десятилетки была принята сразу на второй курс Норильского металлургического техникума.
После окончания Норильского металлургического техникума поступила работать на Норильский горно-металлургический комбинат имени А. П. Завенягина (позже завод «Норникель»).
Л.И.Стасева работала оператором, затем сменным мастером гидрометаллургического участка хлорно-кобальтового цеха. В 1979 году обучалась на курсах повышения квалификации инженерно-технических работников.
По её инициативе была создана женская бригада на участке товарного передела гидроокиси кобальта, которая перекрыла прежние показатели. 
Указами Президиума Верховного Совета СССР от 21 апреля 1975 года и 2 марта 1981 года за высокие достижения в труде и многолетнюю безупречную работу на одном предприятии Стасева Лариса Ивановна награждена орденами Трудовой Славы 3-й и 2-й степени.
По итогам работы Всесоюзного социалистического соревнования в 1981 году ей присвоено звание «Лучший мастер цветной металлургии страны».
Указом Президиума Верховного Совета СССР от 8 июля 1985 года за высокие производственные показатели, достигнутые в социалистическом соревновании по досрочному выполнению заданий одиннадцатой пятилетки, Стасева Лариса Ивановна награждена орденом Трудовой Славы 1-й степени. Стала полным кавалером ордена Трудовой Славы. Единственная в Норильске женщина – полный кавалер ордена Трудовой Славы.
Выйдя на заслуженный отдых, в 1990-х годах переехала в Подмосковье и в настоящее время проживает в городе Королёв. 22 июля 2024 года представитель Королевского управления социальной защиты Марина Масина, и  Председатель совета объединенной организации ветеранов Владимир Ковтуненко поздравили с юбилеем 80-лет Стасеву Ларису Ивановну.
Награждена орденами Трудовой Славы 1-й (08.07.1985), 2-й (02.03.1981), 3-й (21.04.1975) степеней, медалями.
Этим же указом орденом Трудовой Славы 1-й степени награждены передовики Норильского горно-металлургического комбината Н. С. Кулеш и А. В. Сатыга.

## Награды
Награждён орденами Трудовой Славы 1-й, 2-й, 3-й степеней:3 ст. 21.04.1975 № 98899
2 ст. 02.03.1981 № 11080
1 ст. 08.07.1985 № 142
- медалями
- наградена медалью КПРФ «В ознаменование 140-й годовщины со дня рождения В.И.Ленина»[5].

## Семья
- Муж, два сына